# Olympische Sommerspiele 1984/Teilnehmer (Ruanda)
| Gelbes Symbol für Goldmedaillen mit stilisierten Olympischen Ringen | Graues Symbol für Silbermedaillen mit stilisierten Olympischen Ringen | Braundes Symbol für Bronzemedaillen mit stilisierten Olympischen Ringen |
| ------------------------------------------------------------------- | --------------------------------------------------------------------- | ----------------------------------------------------------------------- |
| —                                                                   | —                                                                     | —                                                                       |

Ruanda nahm an den Olympischen Sommerspielen 1984 in Los Angeles, USA, mit einer Delegation von drei Sportlern (zwei Männer und eine Frau) teil. Es war die erste Teilnahme für Ruanda an Olympischen Spielen.

## Teilnehmer nach Sportarten

### Leichtathletik
- Faustin Butéra
400 Meter: Vorläufe
400 Meter Hürden: Vorläufe

- Jean-Marie Rudasingwa
800 Meter: Vorläufe
1500 Meter: Vorläufe

- Marcianne Mukamurenzi
Frauen, 1500 Meter: Vorläufe
Frauen, 3000 Meter: Vorläufe